# Mike Crapo
Mike Crapo (Idaho Falls, Idaho, 20 de mayo de 1951) es un político estadounidense elegido para los 112.º y 113.º Congresos de los Estados Unidos. Actualmente representada al estado de Idaho en el Senado de ese país. Está afiliado al Partido Republicano. Es el primer senador de ese estado que pertenece a La Iglesia de Jesucristo de los Santos de los Últimos Días. En 2017, fue uno de los 22 senadores que firmó una carta pidiéndole al presidente Donald Trump que saque a Estados Unidos del Acuerdo de París, el cual busca reducir los efectos del cambio climático.